# Бурий тиранчик
Бурий тира́нчик (Phaeomyias) — рід горобцеподібних птахів родини тиранових (Tyrannidae). Представники цього роду мешкають в Центральній і Південній Америці.

## Таксономія і систематика
Молекулярно-генетичне дослідження, проведене Телло та іншими в 2009 році дозволило дослідникам краще зрозуміти філогенію родини тиранових. Згідно із запропонованою ними класифікацією, рід Бурий тиранчик (Phaeomyias) належить до родини тиранових (Tyrannidae), підродини Еленійних (Elaeniinae) і триби Elaeniini. До цієї триби систематики відносять також роди Еленія (Elaenia), Жовтоголовий тиран (Tyrannulus), Тиранець (Myiopagis), Сивий тиранчик (Suiriri), Жовтий тиранчик (Capsiempis), Тиран-крихітка (Phyllomyias), Кокосовий мухоїд (Nesotriccus), Перуанський тиранець (Pseudelaenia), Тиранчик-довгохвіст (Mecocerculus), Торилон (Anairetes), Тачурі-сірочуб (Polystictus), Гострохвостий тиранчик (Culicivora), Дорадито (Pseudocolopteryx) і Тираник (Serpophaga).

## Види
Виділяють два види:
- Тиранчик бурий (Phaeomyias murina)
- Phaeomyias tumbezana[7][8]

## Етимологія
Наукова назва роду Phaeomyias походить від сполучення слів дав.-гр. φαιος — темний, бронзовий і лат. myias — мухоловка.